# Pirates!
Sid Meier’s Pirates! ist ein ursprünglich 1987 von Sid Meier für seine Firma MicroProse hergestelltes Computerspiel, das Elemente des Computer-Rollenspiels, der Wirtschaftssimulation und des Echtzeit-Strategiespieles vereint.

## Spielprinzip
Der Spieler übernimmt die Rolle des Kapitäns einer Mannschaft von Piraten in der Karibik des 16. bis 18. Jahrhunderts. Ziel ist es, durch Kaperfahrten zu Ansehen und Reichtum bei vier europäischen Großmächten (England, Frankreich, Holland, Spanien) zu kommen, die in wechselhaften diplomatischen Beziehungen untereinander stehen (zwischen Bündnis und Krieg). Neben dem normalen Spiel hat man in der Version von 1987 auch die Möglichkeit, historische Missionen nachzuspielen, zum Beispiel The silver train ambush von Francis Drake im Jahre 1573. Es gibt die Wahl zwischen vier (2004: fünf) Schwierigkeitsgraden, die aber nicht endgültig sind, denn man kann sich im Laufe des Spiels auch für einen höheren Schwierigkeitsgrad entscheiden. Des Weiteren wählt man eine Spezialfähigkeit seines Charakters, zum Beispiel Fähigkeit im Fechten oder im Navigieren.
Man kann Kriegs- und Handelsschiffe sowie befestigte Städte plündern und dafür zusätzliche Belohnungen wie Adelstitel und Ländereien erhalten oder um die Hand der Gouverneurstochter anhalten. Auch kann man andere Piraten gefangen nehmen und entweder gegen ein Lösegeld verkaufen oder als Zeichen der Landestreue einem Gouverneur zuführen (1987). Als zusätzlicher Höhepunkt winken der von Stadt zu Stadt ziehende Silver Train und die segelnde Treasure Fleet mit unglaublichen Schätzen. Es gibt in Pirates! auch unerwartete Begegnungen, zum Beispiel mit stark bewaffneten Piratenjägern oder Schatzschiffe mit großen Mengen von Gold an Bord, die in der Nähe der Treasure Fleet anzutreffen sind.
Zusätzlich zu dem kriegerischen Geschehen gibt es die Möglichkeit, vergrabene Schätze zu finden oder seine lang verschollen geglaubte Familie wieder zu vereinen. Auch ist es möglich, seinen Reichtum mit dem Handel von diversen Handelswaren zu mehren. Hauptziele sind:
1. Erreichen des obersten Adelstitels Duke („Herzog“) bei allen Nationen
2. Auffinden der gesamten Familie (vier Personen)
3. Auffinden der vier großen Schätze durch die Schatzkarten der Familienmitglieder
4. Heirat der schönsten Gouverneurstochter

Nach der Entscheidung die Beute aufzuteilen wird dem Spieler in Relation zum gewählten Schwierigkeitsgrad ein bestimmter Teil der erbeuteten Schätze zugewiesen. Am Ende des Spiels erfolgt eine Gesamtwertung; diese Auswertung berücksichtigt neben dem persönlichen Vermögen auch die Adelstitel, die geschenkten Ländereien, den Status der Frau, das eigene Alter, die gefundenen Familienmitglieder, das Vermögen, das die Besatzung erhält, und die Anzahl der persönlichen Niederlagen: Dem Spieler wird in Text und Bild präsentiert, wie er nach seiner Piratenkarriere weiterlebt. Der höchste erreichbare Grad ist der des Königsberaters, den man bei knapp 100 Piratenpunkten erreicht. Eine weitere Unterscheidung folgt dahinter in Klammern, wobei hier King’s Advisor (Prince) der höchste Grad ist – bei knapp 200 Punkten.
Eine Besonderheit von Pirates! liegt in der Dynamik des Spielgeschehens. Denn auch abseits der Einflussnahme des Spielers entwickelt sich die Spielwelt weiter: Städte können zu Dörfern verkümmern, andere Dörfer zu Großstädten werden, und die politischen Geschehnisse zwischen den vier Nationen bewirken immer neue Überraschungen und Chancen für die eigene Piratenkarriere. Dazu kommen atmosphärische Feinheiten wie die musikalische Untermalung durch meist festliche Barockmusik (vor allem von Johann Sebastian Bach), realistische Soundeffekte und wechselhaftes Seewetter. Neben vielen unberechenbaren Elementen zeichnet sich Pirates! insbesondere durch seine nichtlineare Handlungsvielfalt und -freiheit aus.

## Rezeption
Pirates! war zum Zeitpunkt seines Erscheinens ein Spiel, das eine große Fangemeinde herausbildete. Es gilt als ein Klassiker in der Geschichte der Computerspiele und hat Ähnlichkeiten mit dem einige Jahre früher programmierten Spiel Seven Cities of Gold. 2011 wurde Pirates! nach einer öffentlichen Abstimmung zu den 80 Spielen gewählt, die das Smithsonian American Art Museum in seiner Ausstellung The Art of Video Games präsentierte. Es steht darin stellvertretend für die künstlerische Gestaltung von Spielen für den Commodore 64.

### Auszeichnungen
- Platz 6 der IGN’s Top 100 Games (2005)[3]
- Platz 27 der IGN's Top 100 Games of All Time (2003)[4]

## Nachfolger

### Gold Edition (1993)
1993 erschien aufgrund des enormen Erfolges die Gold Edition für PC (DOS/SVGA), Mac OS 7, Amiga CD³², Sega Mega Drive/Genesis und später für Windows 95. Einige Programmfehler der C64-Version wurden hier korrigiert und kleinere Veränderungen und Ergänzungen eingeführt. In der PC Player 1993-08 bekam Pirates Gold eine Wertung von 82 Punkten.

### 3D-Remake:Sid Meier’s Pirates!
Ende November 2004 stellte der Entwickler Firaxis Games eine 3D-Version unter dem Namen Sid Meier’s Pirates! fertig, die anfangs von Atari vertrieben wurde.
Das Remake mit dem Zusatztitel Live the Life ist nicht nur grafisch angepasst worden, auch im Gameplay wurden Ergänzungen vorgenommen. Der Detaillierungsgrad in vielen Punkten (Schiffe, Wetter, Ausrüstung) wurde erheblich vergrößert, sowie neue Geschicklichkeitsprüfungen (Tanzen, Flucht) eingeführt.
Allerdings wurden auch Elemente aus dem ursprünglichen Spiel weggelassen oder verändert. So gibt es die historischen Missionen nicht mehr, außerdem fehlt der Silver Train. Dafür gibt es nun die Verbrecherjagd, die eine Belohnung einbringt, und die Hochzeit mit der Gouverneurstochter wurde zu einer eigenen Quest ausgebaut.
Anfang Mai 2005 wurde bekanntgegeben, dass die Veröffentlichungsrechte für Xbox sowie PC mit Wirkung zum 1. Juli 2005 von Take 2 übernommen würden. Am 7. November 2005 übernahm der Publisher schließlich auch das Entwicklungsstudio Firaxis. Anfang 2007 erschien eine Version für die PlayStation Portable.
Im August 2008 erschien eine Version für macOS 10.4 (und höher) als Universal Binary. Herausgeber ist Feral Interactive. Sid Meier’s Pirates! ist hier der erste Titel einer neuen Reihe namens Feral Legends. Am 21. Juli 2011 erschien das Spiel für iPad.